# The Last DJ
The Last DJ é o décimo primeiro álbum de estúdio da banda de rock americana Tom Petty and the Heartbreakers. A faixa-título, "Money Becomes King", "Joe" e "Can't Stop the Sun" são todos ataques afiados à ganância da indústria da música. 
Também foi lançada uma versão digipack de "edição limitada" do álbum, incluindo um DVD de videoclipes e outras filmagens gravadas durante a produção do álbum. 
O álbum alcançou a 9ª posição na Billboard 200, auxiliado pelo single "The Last DJ", que alcançou a 22ª posição na Mainstream Rock Tracks da Billboard em 2002. Até 2010, o The Last DJ vendeu 353.000 cópias nos Estados Unidos, de acordo com a Nielsen SoundScan.
Em um episódio de Os Simpsons, intitulado "Como passei minhas férias de strummer", Homer recebe instruções do próprio Tom Petty nas aulas de composição, e no original, no ar, a faixa "The Last DJ" pode ser ouvida no rádio. Na cena final a música foi alterada.   
O álbum também marca o retorno do Heartbreaker Ron Blair original no baixo, substituindo seu próprio substituto, Howie Epstein, que saiu por motivo de doença. Seu retorno foi atrasado no processo de gravação, no entanto, Petty e Campbell contribuíram com a maior parte do trabalho de baixo. 

## Lista de músicas
Todas as músicas escritas por Tom Petty, exceto onde indicado. 
1. "The Last DJ" - 3:48
2. "Money Becomes King" - 5:10
3. "Dreamville" - 3:46
4. "Joe" - 3:15
5. "When a Kid Goes Bad" - 4:56
6. "Like a Diamond" - 4:32
7. "Lost Children" - 4:28
8. "Blue Sunday" (Petty, Mike Campbell ) - 2:56
9. "You and Me" - 3:10
10. "The Man Who Loves Women" - 2:53
11. "Have Love Will Travel" - 4:05
12. "Can't Stop the Sun" (Petty, Campbell) - 4:59

## Pessoal
Tom Petty and the Heartbreakers
- Ron Blair - baixo em "Lost Children" e "Can't Stop the Sun"
- Mike Campbell - guitarras, baixo em "Dreamville", "When a Kid Goes Bad" e "The Man Who Loves Women"
- Steve Ferrone - bateria
- Tom Petty - guitarras, vocais, piano, ukulele, baixo em "The Last DJ", "Money Becomes King", "Joe", "Like a Diamond", "Blue Sunday", "You and Me" e "Have Love" Viajará"
- Benmont Tench - piano, órgão, vários teclados
- Scott Thurston - guitarra, guitarra de aço, ukulele, vocais de fundo

Músicos adicionais
- Jon Brion - orquestração, maestro
- Lindsey Buckingham - vocais de fundo em "The Man Who Loves Women"
- Lenny Castro - percussão

Produção
- Mike Campbell - produtor
- Richard Dodd - engenheiro de gravação
- George Drakoulias - produtor
- Ryan Hewitt - engenheiro assistente
- Steve McGrath - engenheiro de demonstração
- Tom Petty - produtor
- Jim Scott - engenheiro de gravação
- Ed Thacker - engenheiro adicional